# 力道山
力道山（1924年11月14日—1963年12月15日），在日朝鮮人，是二次世界大戰後日本最具代表性的職業摔角選手，也是將摔角引進日本的先行者。身高176公分，體重116公斤，被譽為「日本職業摔角之父」。因與極道發生爭執被行刺殺，負傷後飲食無度，以腹膜炎而卒，得年三十九歲。

## 生平

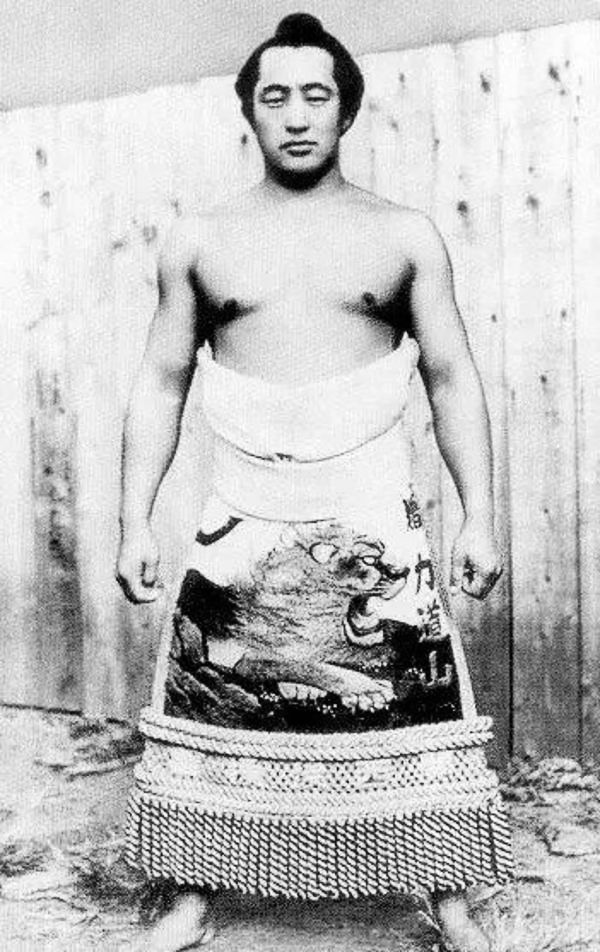
相撲手時期的力道山（1949年）

力道山是朝鮮族人，原名金信洛（김신락），出生於咸鏡南道洪原郡新豐里（今北韓境內）。1938年曾在一次相撲比賽中獲得名次，隔年被挖角到日本，並成為長崎縣大村市一戶農家的養子。戶籍名百田光浩。
相撲選手時期，力道山共出席11次大會，戰績75勝54敗15和。退出相撲界前的兩次大會，力道山的階級和戰績別為：小結（10勝5敗）、關脇（8勝7敗）。
1950年，力道山因與道場裡的師兄弟不合，決定切除髮髻，離開相撲界。原本在相撲協會一位隸屬關東國粹會的委員新田新作的勸說之下，力道山有意重返相撲界，但這項決議最後仍被協會高層否決。
1951年，力道山在一場十分鐘的表演賽中，首次以摔角選手身分登場，對手是巴比·布朗斯（Bobby Bruns）。之後力道山決定轉往摔角界發展，於是前往夏威夷與美國進行武者修行。
1954年，力道山回到日本，並創立日本職業摔角協會，將職業摔角引入日本，這也是日本運動史上第一個出現的職業摔角聯盟。很快的，力道山成為日本最耀眼的摔角明星，摔角事業的成功為力道山帶來龐大收入與社會地位，力道山一躍成為風雲人物。
1958年8月27日，力道山擊敗路·塞茲奪得NWA國際重量級冠軍，此後力道山不只在日本比賽，也經常到海外遠征。同時，力道山也不斷的培養年輕一輩的摔角選手，最有名氣的就是「安東尼奧·豬木」與「巨人馬場」。
力道山的代表招式是空手劈擊，是根據相撲的前劈與空手道的手刀改良而來。據說他曾接受大山倍達指導，但也有人指出提出空手劈擊構想的是中村日出夫。
隨著摔角事業的成功，力道山開始經營副業，包含夜總會、拳擊。力道山在日本職業摔角聯盟當中有名的對手有木村政彥、路·塞茲、毀滅者（The Destroyer）等人。其中，1957年10月6日對路·塞茲的腰帶爭奪戰創下87%收視率，1963年5月24日與毀滅者的60分鐘三戰兩勝比賽則創下67%收視率。兩者至今都還是日本電視史上的前十高收視率，但後者的觀賞人次較多，主要是因為日本擁有電視的人口增多。力道山與毀滅者的比賽，也是至今日本單一節目收視人口最多的節目。
1963年，力道山和一名協助他創辦日本職業摔角聯盟的黑社會幫派「住吉會」的首領起了衝突。同年12月8號，當力道山在東京的一家夜店參加宴會時，被住吉會分會「住吉一家」的成員村田勝志刺傷，並被送進山王醫院急救。搶救之後，力道山傷勢並無大礙。但因對自己的身體的過度自信，力道山完全不聽從醫生指示，出院之後，立刻大量飲水、飲酒和食用壽司。一星期後，力道山傷口因細菌感染而再度惡化，並於1963年12月15日因腹膜炎（腸閉塞）去世。

## 性格
力道山脾氣非常暴躁，喜怒無常。心情好時，小費一給就是一萬元日幣（1950年代，一万日元是巨款）。但心情不好時，常會拿身邊的人出氣，例如其愛徒豬木寬至就曾被他從行駛中的汽車上推下車。
力道山曾多次酒後鬧事，登上社會版面，人生最後的時光因放蕩過度，賽前都需服用興奮劑才能上場。力道山甚至曾因和人吵架，用嘴巴咬碎玻璃瓶，並將玻璃吞下肚。
力道山經營的副業相當的多，如體育館（力道會館）、餐廳、酒吧、健身房、撞球場、保齡球館、高爾夫球場等。結識的社會名流相當的多，北韓總書記金日成曾送給他一輛賓士車。

## 摔角頭銜
- 日本重量級冠軍 (初代衛冕者)
- WWA世界重量級冠軍
- NWA國際重量級冠軍
- 亞洲重量級冠軍
- 亞洲重量級雙打冠軍

## 相關電影作品
- 力道山主演：
  - 1954年 《力道山之鐵腕巨人》
  - 1955年 《力道山物語 怒濤之男》
  - 1956年 《力道山 男人魂》
  - 1957年 《純情部隊》

- 傳記電影：
  - 《力道山》 - 2004年 韓國出品

## 連結
- 力道山（页面存档备份，存于）
- 力道山之戰